# Franz Konrad von Stadion und Thannhausen
Franz Konrad von Stadion un Thannhausen (Arnstein, 29 agosto 1679 – Bamberga, 6 marzo 1757) è stato barone (poi conte dal 1686) di Thannhausen e dal 1753 al 1757 principe-vescovo di Bamberga.

## Biografia
Come molti membri della propria famiglia, anche Franz Conrad intraprese la carriera ecclesiastica ottenendo già dal 1695 di entrare a far parte dei canonici della cattedrale di Bamberga. Dopo questo periodo studiò a Roma e dal 1709 divenne inviato pontificio nell'area del Brandeburgo-Prussia e della Sassonia. Dal 1719 divenne anche membro della cattedrale di Würzburg dove ricoprì l'incarico di Decano dal 1727.
Alla morte del principe-vescovo di Bamberga Johann Philipp Anton von und zu Frankenstein il 23 luglio 1753 il capitolo della cattedrale, al secondo ballottaggio, elesse Franz Konrad quale suo successore. La conferma papale, accompagnata dal pallio, giunse poco dopo, il 26 settembre di quello stesso anno.
Era personalmente un uomo molto religioso, tendenza che manifestò introducendo il catechismo come materia scolastica nei licei di Bamberga oltre a promuovere la missione popolare dei gesuiti.
Franz Konrad regnò però solo per quattro anni, venendo sepolto nel marzo del 1757 nella cattedrale di Bamberga, anche se attualmente il suo monumento funebre si trova nella chiesa di san Michele (Michaelskirche).

## Genealogia episcopale
La genealogia episcopale è:
- Cardinale Sigismund Kollonitsch
- Vescovo Adalbertus von Falkenstein, O.S.B.
- Vescovo Johann Anton von Freyberg-Hopferau
- Vescovo Johann Gottfried Groß von Trockau
- Vescovo Johann Philipp Anton von Frankenstein
- Vescovo Heinrich Joseph von Nitschke
- Vescovo Franz Konrad von Stadion und Thannhausen